# Brasserie Romantiek
Brasserie Romantiek is een Belgische romantische komedie onder regie van Joël Vanhoebrouck.
Brasserie Romantiek won in 2013 de publieksprijs zowel op het Festroia Film Festival (Portugal) als Festival du Film Européen in Virton (België).
Op het filmfestival van Oostende nam Barbara Sarafian de Ensor voor Beste Vrouwelijke Bijrol in ontvangst voor haar rol als Roos.

## Verhaal
Brasserie Romantiek is een restaurant, dat hoog aangeschreven staat. De inspecteurs van de Gault & Millau-gids hebben het restaurant de alom begeerde koksmuts toegekend.
Pascaline (Sara De Roo), de uitbaatster, en haar broer Angelo (Axel Daeseleire), de kok, hebben voor deze Valentijnavond een uitgekozen liefdesmenu op de kaart gezet. Pascaline heeft de tafels een voor een verzorgd met een gepaste opsmuk.
Vanavond heeft Pascaline alles onder controle in haar brasserie, want zoals elk jaar, is het weer een van de drukste avonden van het jaar.
In de keuken en in de zaal staat iedereen klaar. De klanten hebben gereserveerd om zeker te zijn een tafel te bemachtigen, met de hoop dat de gastronomische liefde in hun bord niet alleen hun papillen gaan doen tintelen. Een perfecte avond.
Plots staat daar Pascaline's oude vlam Frank (Koen De Bouw). De zwoele verwachtingen van de vaste klant Paul (Filip Peeters) en zijn vrouw Roos (Barbara Sarafian) kennen een tumultueuze draai. De blind date met Sylvia (Tine Embrechts) brengt de onzekere Walter (Mathijs Scheepers) in een tollend geluk. En waarom komt de in het zwart geklede Mia (Ruth Becquart) alleen opdagen? De nonchalante ober Lesley (Wouter Hendrickx) begint met volle motivatie, na een storende vijf minuten vertraging.
Het keukenpersoneel vliegt erin en de gerechten volgen elkaar snel op. Tot Pascaline, door Franks onverwachte komst, haar zelfcontrole verliest. In de zaal verdwijnen langzaam de maskers.

## Rolverdeling
| Acteur                | Personage                           |
| --------------------- | ----------------------------------- |
| Koen De Bouw          | Frank                               |
| Barbara Sarafian      | Roos                                |
| Sara De Roo           | Pascaline                           |
| Filip Peeters         | Paul                                |
| Axel Daeseleire       | Angelo                              |
| Mathijs Scheepers     | Walter                              |
| Tine Embrechts        | Sylvia                              |
| Wouter Hendrickx      | Lesley                              |
| Ruth Becquart         | Mia                                 |
| Anemone Valcke        | Ingrid                              |
| Zoë Thielemans        | Emma                                |
| Thomas Janssens       | Kevin                               |
| Brit Van Hoof         | vriendin van de Noorse klant        |
| Sam Schürg            | de Noorse klant                     |
| Stijn Steyaert        | de man van het liefdevolle koppel   |
| Lore Stuyck           | de vrouw van het liefdevolle koppel |
| Ida Dequeecker        | de oudere dame                      |
| Tanja Cnaepkens       | de vrouw van het volk               |
| Dirk Vermiert         | de man van het volk                 |
| Jef Stevens           | de oudere man                       |
| Tom Viaene            | de magere man                       |
| Sarah Maria Luckx     | de Afrikaanse                       |
| Tom Dingenen          | de gezette man 1                    |
| Jelle Van Lysebettens | de gezette man 2                    |

## Impact
Na amper 1 maand waren er al meer dan 100.000 bezoekers in Vlaanderen en Brussel (Kinepolis) die Brasserie Romantiek hebben gezien in de bioscoop.
De film werd ook elders getoond:
- 16 februari 2013 -  het FIFA - Festival International du Film d'Amour te Mons[3] in de competitie Compétition Premier Film Européen
- 7 - 16 juni 2013 - het Festroia Film Festival[4] in Portugal. Brasserie Romantiek wint de Publieksprijs van het festival
- 12 - 16 juni 2013 - het 27ème édition des Journées romantiques du Festival du Film de Cabourg[5] waar de vraag kwam om de film ook in Frankrijk in de zalen te brengen.
- 22 augustus - 2 september 2013 - het 37e Wereldfilmfestival van Montréal[6] onder het Focus on World Cinema panorama
- 31 oktober - 9 november 2013 - het 61e Internationales Filmfestival Mannheim-Heidelberg[7]
- 7 - 16 november 2013 - het Festival du Film Européen de Virton - FFEV[8]
- 1 februari - nominatie voor de "Les Magrittes du cinéma - 2014" in de categorie "Meilleur film flamand en coproduction"[9]
- 7 - 16 maart 2014 - Miami International Film Festival in de categorie "Lee Brian Schrager’s Culinary Cinema"[10]